# FK Staňkov
FK Staňkov je fotbalový klub z města Staňkov v Plzeňském kraji. V sezoně 2018/19 zvítězil v I. A třídě Plzeňského kraje a postoupil o soutěž výše. Od sezony 2019/20 nastupuje v Přeboru Plzeňského kraje (5. nejvyšší soutěž). Klubové barvy FK Staňkov jsou modrá a bílá.

## Historie
První fotbalový klub ve Staňkově byl založen v roce 1926 pod názvem SK Sparta Staňkov. V roce 1926 ve městě vznikl i klub ATUS Staňkov, založený německými dělníky ze sklárny. V červenci 1928 pak vznikl třetí fotbalový klub s názvem SK Staňkov.
29. července 1930 došlo ke sloučení Sparty a SK, klub nesl název SK Sparta Staňkov. 24. května 1931 bylo slavnostně otevřeno hřiště. ATUS Staňkov hrál od roku 1930 na vlastním hřišti vybudovaném na vrchu Mastník.
ATUS Staňkov v důsledku hospodářské krize po několika letech zanikl a na začátku roku 1938 zanikla i Sparta Staňkov. Následné snahy o obnovení fotbalu nebyly příliš úspěšné, až 11. května 1939 došlo na schůzi v hostinci U Kozinů k ustavení nového klubu s názvem SK Staňkov.
V době protektorátu šla výkonnost fotbalu ve Staňkově nahoru, výsledkem byl postup do župní I. B třídy v sezoně 1941/42. Krátce po válce byl největším úspěchem postup do krajského přeboru v roce 1951. V dalších letech klub působil v krajských soutěžích (pouze v sezoně 1962/63 hrál okresní přebor), vrcholem pak bylo období 1972–1976, kdy Staňkov hrál čtyři sezony divizi. Největším úspěchem bylo 4. místo v divizi A v sezoně 1972/73. Od sezony 1976/77 působí A tým Staňkova v krajských soutěžích, celkem 22 sezon odehrál v krajském přeboru, v letech 1992–2007 v něm odehrál nepřetržitých 15 sezon.
V současné době má klub dvě mužstva dospělých a pět družstev mládeže. Na městském stadionu disponuje dvěma travnatými plochami.

## Historické názvy klubu
- 1926 – SK Sparta Staňkov
- 1939 – SK Staňkov
- 1949 – Sokol Jednota Staňkov
- 1953 – Tatran DSO Staňkov
- 1969 – TJ Sokol Staňkov
- 1977 – TJ Staňkov
- 1998 – TJ CHKZ Staňkov
- 2009 – FK Staňkov

## Odchovanci klubu, kteří nastoupili v 1. lize
- František Hanzlík (SK Plzeň, 1943)
- Jaroslav Fichtl (Sokol Škoda Plzeň, 1950)
- Milan Herman (Viktoria Plzeň, 1996)